# Dona nua en un paisatge
Dona nua en un paisatge (Femme nue dans un paysage) és un quadre de Pierre-Auguste Renoir de l'any 1883 i dipositat al Museu de l'Orangerie.

## Història
Les banyistes de Renoir conserven el record dels nus en paisatges de la pintura francesa del segle xviii, especialment els de Watteau i de Boucher, que l'artista havia contemplat llargament al Museu del Louvre al principi de la seua carrera:
| « | "La Diana al bany de Boucher, explicarà a Vollard, és el primer quadre que em va apassionar, i m'ha continuat agradant tota la vida, de la mateixa forma que mai no s'oblida el primer amor." | » |

## Descripció
És un oli sobre tela de 65 × 54 cm, pintat el 1883, en una època de transició, el qual anuncia l'evolució de Renoir cap a l'estil més lineal del seu període "agre". Si bé el paisatge encara és tractat ací a la manera impressionista, a base de tocs fragmentats, la figura, més definida, destaca clarament sobre el fons.
Segons Marie-Thérèse de Forges, la model d'aquesta pintura seria Suzanne Valadon, la mare de Maurice Utrillo, que també fou pintora.